# Joan Wallach Scott
Joan Wallach Scott (Brooklyn, Nova York, 18 de desembre de 1941), més coneguda com a Joan Scott, és una historiadora nord-americana especialitzada en història de l'estat francès, així com en història de les mentalitats, que ha contribuït en el camp de la història de gènere, de les dones i a la història intel·lectual. Treballa en la càtedra Harold F. Linder de l'Institute for Advanced Study de Princeton, Nova Jersey. Destaca entre les seues publicacions l'article "El gènere: una categoria útil en l'anàlisi històrica", publicat el 1986 en l'American Historical Review considerat fonamental en història de gènere.
Joan Scott naix com Joan Wallach a Brooklyn, Nova York, filla de Lottie Tannenbaum i Sam Wallach, professors d'ensenyament mitjà. És neboda de l'actor Eli Wallach. La seua família és jueva i son pare nasqué a Dolina, Polònia. Es va graduar a la Universitat de Brandeis al 1962 i rebé el grau de doctora de la Universitat de Wisconsin–Madison al 1969.